# Mariano Climent Sanchís
Mariano Climent Sanchís, řeholním jménem Fidel z Puzolu (8. ledna 1856, Puzol – 27. září 1936, Sagunto) byl španělský římskokatolický řeholník Řádu menších bratří kapucínů a mučedník. Katolická církev ho uctívá jako blahoslaveného.

## Život
Narodil se 8. ledna 1856 v Puzolu jako syn Mariana Climenta a Mariany roz. Sanchís. Brzy ztratil svou matku a byl svěřen do péče své tety z matčiny strany Josefy Sanchís.
Absolvoval vojenskou službu a bojoval v Karlistických válkách. Po válce vstoupil do kapucínského řádu a 14. června 1881 složil své časné sliby. Dne 17. června 1884 složil sliby věčné. Během svého řeholního života pobýval v klášterech v Barceloně, Totaně, Orihuele, Massamagrellu a ve Valencii. Působil jako vrátný, kuchař, asistent serafínského semináře a asistent provinciála. Podle svědků byl klidné a mírné povahy. Vždy se usmíval, modlil se často růženec a měl velkou úctu k Panně Marii.
Po vypuknutí španělské občanské války a začátku pronásledování katolické církve roku 1936 odešel z Valencie do Puzolu. Zde se ukrýval v domě příbuzných a kvůli vysokému věku a částečné slepotě nevycházel ven. Dne 27. září ho zde vyzvedli členové místního výboru, kteří jej pod záminkou, že jej odvedou do azylu Hermanitas de los Pobres, odvezli do Sagunta, kde byl u statku Laval de Jesús zastřelen. Tělo našli obyvatelé statku a byl pohřben na místním hřbitově. Jeho ostatky se nepodařilo identifikovat.

## Proces blahořečení
Dne 17. prosince 1957 byl ve valencijské arcidiecézi zahájen jeho proces blahořečení. Do procesu bylo zařazeno také dalších jedenáct kapucínů, pět klarisek-kapucínek a jedna bosá augustiniánka.
Dne 20. prosince 1999 uznal papež Jan Pavel II. jejich mučednictví. Blahořečeni byli 11. března 2001.